# Gérard Buyl
Gerard Buyl (Beveren, 23 de septiembre de 1920 - Beveren, 10 de febrero de 1993) fue un ciclista belga, profesional desde el 1947 hasta el 1958.

## Palmarés
1942
- 1.º en la Beveren-Waas

1945
- 1.º en Sint-Niklaas

1951
- 1.º en la Nokere Koerse
- 1.º en Sint-Niklaas
- 1.º en la Beveren-Waas

1952
- 1.º en el Gran Premio del 1 de Mayo
- 1.º en De Drie Zustersteden
- 1.º en la Beveren-Waas

1953
- 1.º en la Copa Sels

1954
- 1.º en la Beveren-Waas